# Wereldkampioenschappen triatlon 2022
Het ITU wereldkampioenschap triatlon 2022 bestaat uit een serie van acht triatlonwedstrijden – op de olympische afstand (1500 meter zwemmen, 40 kilometer fietsen en 10 kilometer hardlopen),  de sprintafstand (750m, 20km, 5km) en in een format met kwalificatieraces. Op basis van de behaalde punten wordt een eindklassement opgemaakt om de uiteindelijke wereldkampioen(e) te bepalen. De Grande Finale is op een nader te bepalen datum in Abu Dhabi, Verenigde Arabische Emiraten. De races in Hamburg en Abu Dhabi van 2021 tellen, door de verschuivingen op de wedstrijdkalender vanwege covid, mee in het klassement van dit wereldkampioenschap. Titelverdedigers zijn de Noor Kristian Blummenfelt (mannen) en de uit Bermuda afkomstige Flora Duffy (vrouwen).

## Kalender WK-serie
| #           | Plaats    | Land                         | Datum                |
| ----------- | --------- | ---------------------------- | -------------------- |
| 1           | Hamburg   | Duitsland                    | 18+19 september 2021 |
| 2           | Abu Dhabi | Verenigde Arabische Emiraten | 5+6 november 2021    |
| 3           | Yokohama  | Japan                        | 14+15 mei 2022       |
| 4           | Leeds     | Verenigd Koninkrijk          | 11+12 juni 2022      |
| 5           | Montreal  | Canada                       | 25+26 juni 2022      |
| 6           | Hamburg   | Duitsland                    | 9+10 juli 2022       |
| 7           | Cagliari  | Italië                       | 7+8 oktober 2022     |
| 8           | Bermuda   | Bermuda                      | 5+6 november 2022    |
| Grand Final |           |                              |                      |
| 9           | Abu Dhabi | Verenigde Arabische Emiraten | 23-26 november 2022  |

## Eindstanden
Top 10 met positie per wedstrijd

### Mannen
| #      | Naam                  | Vlag van Duitsland | Vlag van Verenigde Arabische Emiraten | Vlag van Japan | Vlag van Verenigd Koninkrijk | Vlag van Canada | Vlag van Duitsland | Vlag van Italië | Vlag van Bermuda | Vlag van Verenigde Arabische Emiraten | Punten |
| ------ | --------------------- | ------------------ | ------------------------------------- | -------------- | ---------------------------- | --------------- | ------------------ | --------------- | ---------------- | ------------------------------------- | ------ |
| Goud   | Léo Bergere           | 3                  | 14                                    | 3              | 2                            | 3               | 4                  | 6               | -                | 1                                     | 4742   |
| Zilver | Alex Yee              | -                  | -                                     | 1              | DNF                          | 1               | -                  | 1               | 5                | 4                                     | 4721   |
| Brons  | Hayden Wilde          | -                  | 8                                     | 2              | 1                            | 2               | 1                  | -               | -                | 6                                     | 4696   |
| 4      | Jelle Geens           | -                  | 1                                     | -              | 8                            | 4               | 5                  | 33              | 4                | 3                                     | 4385   |
| 5      | Vincent Luis          | -                  | 2                                     | -              | 10                           | 6               | 11                 | -               | 1                | 7                                     | 3881   |
| 6      | Matthew Hauser        | -                  | 42                                    | 4              | 26                           | -               | 2                  | 11              | -                | 5                                     | 3233   |
| 7      | Antonio Serrat Seoane | 5                  | 5                                     | 11             | 9                            | 29              | 48                 | 15              | 2                | 37                                    | 3001   |
| 8      | Vasco Vilaca          | -                  | 7                                     | 7              | 4                            | -               | 7                  | -               | 13               | 23                                    | 2896   |
| 9      | Lasse Lührs           | 13                 | -                                     | -              | 3                            | -               | 10                 | 7               | 4                | 52                                    | 2793   |
| 10     | Pierre Le Corre       | -                  | 4                                     | 5              | 13                           | 7               | -                  | 34              | -                | -                                     | 2727   |

### Vrouwen
| #      | Naam                   | Vlag van Duitsland | Vlag van Verenigde Arabische Emiraten | Vlag van Japan | Vlag van Verenigd Koninkrijk | Vlag van Canada | Vlag van Duitsland | Vlag van Italië | Vlag van Bermuda | Vlag van Verenigde Arabische Emiraten | Punten |
| ------ | ---------------------- | ------------------ | ------------------------------------- | -------------- | ---------------------------- | --------------- | ------------------ | --------------- | ---------------- | ------------------------------------- | ------ |
| Goud   | Flora Duffy            | -                  | 1                                     | 3              | 7                            | -               | 1                  | -               | 1                | 1                                     | 5106   |
| Zilver | Georgia Taylor-Brown   | -                  | 2                                     | 1              | 2                            | 1               | -                  | 1               | -                | 2                                     | 5081   |
| Brons  | Taylor Knibb           | -                  | 5                                     | 6              | -                            | -               | -                  | 3               | 2                | 4                                     | 4179   |
| 4      | Taylor Spivey          | -                  | 11                                    | 8              | 4                            | 6               | 4                  | 4               | 5                | 7                                     | 3889   |
| 5      | Cassandre Beaugrand    | -                  | 6                                     | -              | 1                            | 2               | -                  | 8               | -                | 10                                    | 3801   |
| 6      | Sophie Coldwell        | -                  | 3                                     | -              | 3                            | 7               | -                  | 7               | 22               | 11                                    | 3537   |
| 7      | Beth Potter            | -                  | 7                                     | 11             | 5                            | 3               | 2                  | 10              | 3                | 32                                    | 3480   |
| 8      | Laura Lindemann        | 1                  | 29                                    | -              | 6                            | -               | 5                  | 15              | 4                | 34                                    | 3296   |
| 9      | Maya Kingma            | -                  | -                                     | 5              | 18                           | -               | 7                  | 9               | 6                | 12                                    | 3102   |
| 10     | Miriam Casillas García | -                  | -                                     | 10             | 10                           | -               | -                  | 5               | 7                | 9                                     | 3020   |

## Podium per wedstrijd
| #                      | Mannen | Mannen                   | Tijd    | Vrouwen | Vrouwen              | Tijd    |
| ---------------------- | ------ | ------------------------ | ------- | ------- | -------------------- | ------- |
| WTCS Hamburg           |        |                          |         |         |                      |         |
| 1                      | Goud   | Tim Hellwig              | 0:53:08 | Goud    | Laura Lindemann      | 0:58:17 |
| 1                      | Zilver | Paul Georgenthum         | 0:53:08 | Zilver  | Nicole Van Der Kaay  | 0:58:21 |
| 1                      | Brons  | Léo Bergere              | 0:53:09 | Brons   | Summer Rappaport     | 0:58:26 |
| WTCS Abu Dhabi         |        |                          |         |         |                      |         |
| 2                      | Goud   | Jelle Geens              | 0:52:20 | Goud    | Flora Duffy          | 0:55:41 |
| 2                      | Zilver | Vincent Luis             | 0:52:25 | Zilver  | Georgia Taylor-Brown | 0:55:53 |
| 2                      | Brons  | Bence Bicsák             | 0:52:28 | Brons   | Sophie Coldwell      | 0:56:11 |
| WTCS Yokohama          |        |                          |         |         |                      |         |
| 3                      | Goud   | Alex Yee                 | 1:43:30 | Goud    | Georgia Taylor-Brown | 1:51:44 |
| 3                      | Zilver | Hayden Wilde             | 1:43:40 | Zilver  | Leonie Periault      | 1:51:50 |
| 3                      | Brons  | Léo Bergere              | 1:43:59 | Brons   | Flora Duffy          | 1:51:55 |
| WTCS Leeds             |        |                          |         |         |                      |         |
| 4                      | Goud   | Hayden Wilde             | 0:53:18 | Goud    | Cassandre Beaugrand  | 0:59:03 |
| 4                      | Zilver | Léo Bergere              | 0:53:28 | Zilver  | Georgia Taylor-Brown | 0:59:12 |
| 4                      | Brons  | Lasse Lührs              | 0:53:38 | Brons   | Sophie Coldwell      | 0:59:15 |
| WTCS Montreal          |        |                          |         |         |                      |         |
| 5                      | Goud   | Alex Yee                 | 0:21:55 | Goud    | Georgia Taylor-Brown | 0:24:04 |
| 5                      | Zilver | Hayden Wilde             | 0:21:58 | Zilver  | Cassandre Beaugrand  | 0:24:07 |
| 5                      | Brons  | Léo Bergere              | 0:21:59 | Brons   | Beth Potter          | 0:24:15 |
| WTCS Hamburg           |        |                          |         |         |                      |         |
| 6                      | Goud   | Hayden Wilde             | 0:53:10 | Goud    | Flora Duffy          | 0:58:37 |
| 6                      | Zilver | Matthew Hauser           | 0:53:13 | Zilver  | Beth Potter          | 0:58:43 |
| 6                      | Brons  | Jawad Abdelmoula         | 0:53:26 | Brons   | Lisa Tertsch         | 0:58:53 |
| WTCS Cagliari          |        |                          |         |         |                      |         |
| 7                      | Goud   | Alex Yee                 | 1:40:19 | Goud    | Georgia Taylor-Brown | 1:47:42 |
| 7                      | Zilver | Jonathan Brownlee        | 1:40:26 | Zilver  | Emma Lombardi        | 1:47:54 |
| 7                      | Brons  | Manoel Messias           | 1:40:29 | Brons   | Taylor Knibb         | 1:47:58 |
| WTCS Bermuda           |        |                          |         |         |                      |         |
| 8                      | Goud   | Vincent Luis             | 1:49:37 | Goud    | Flora Duffy          | 2:01:26 |
| 8                      | Zilver | Antonio Serrat Seoane    | 1:49:45 | Zilver  | Taylor Knibb         | 2:03:04 |
| 8                      | Brons  | Roberto Sanchez Mantecon | 1:49:54 | Brons   | Beth Potter          | 2:03:17 |
| Grand Final: Abu Dhabi |        |                          |         |         |                      |         |
| 9                      | Goud   | Léo Bergere              | 1:44:14 | Goud    | Flora Duffy          | 1:53:24 |
| 9                      | Zilver | Morgan Pearson           | 1:44:25 | Zilver  | Georgia Taylor-Brown | 1:54:28 |
| 9                      | Brons  | Jelle Geens              | 1:44:34 | Brons   | Lena Meißner         | 1:55:59 |